# Салангана оперенопала
Саланга́на оперенопала (Collocalia affinis) — вид серпокрильцеподібних птахів родини серпокрильцевих (Apodidae). Мешкає в Південно-Східній Азії. Раніше вважався конспецифічним з білочеревою саланганою, однак був визнаний окремим видом.

## Опис

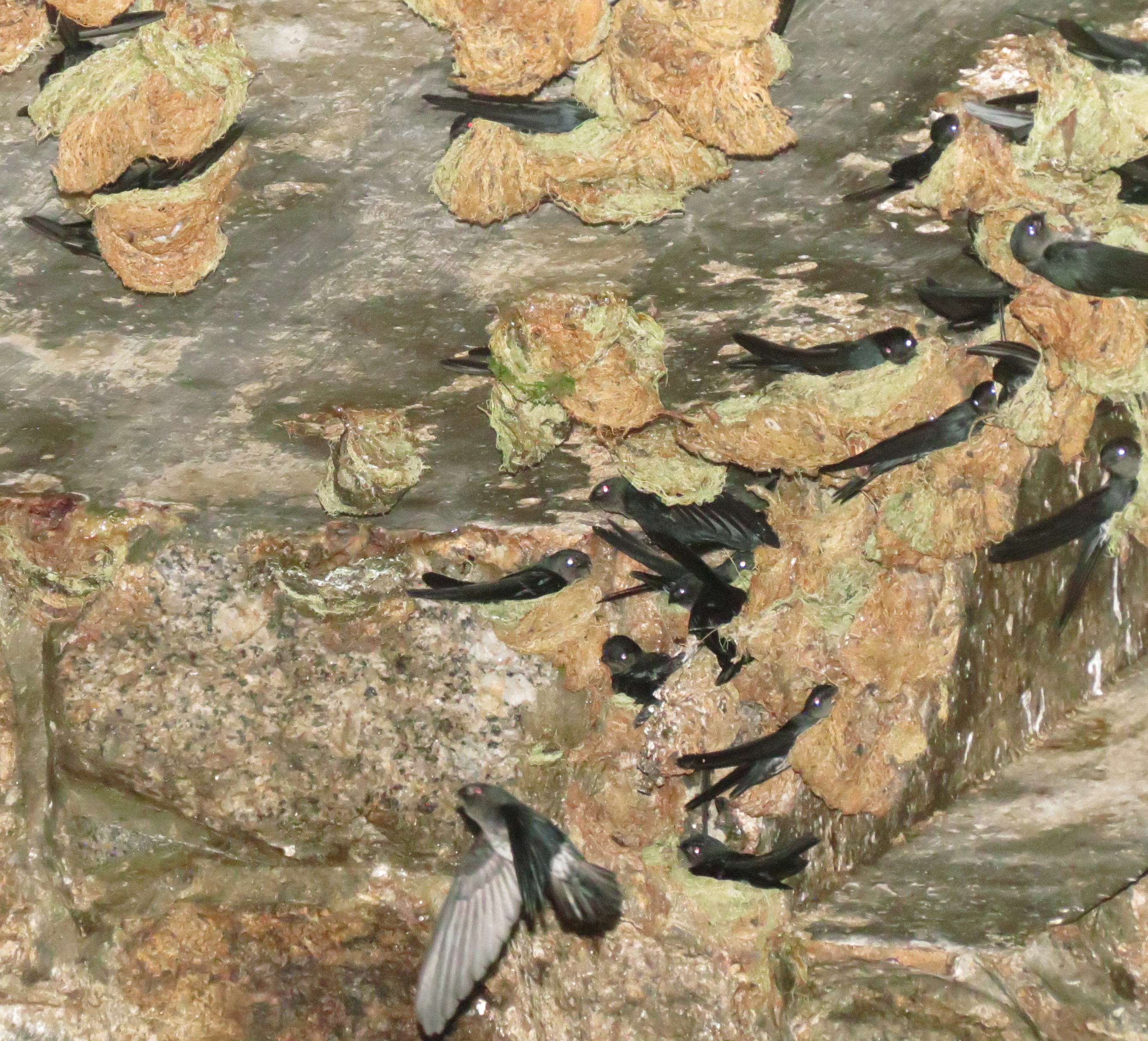
Оперенопалі салангани біля їх гнізд

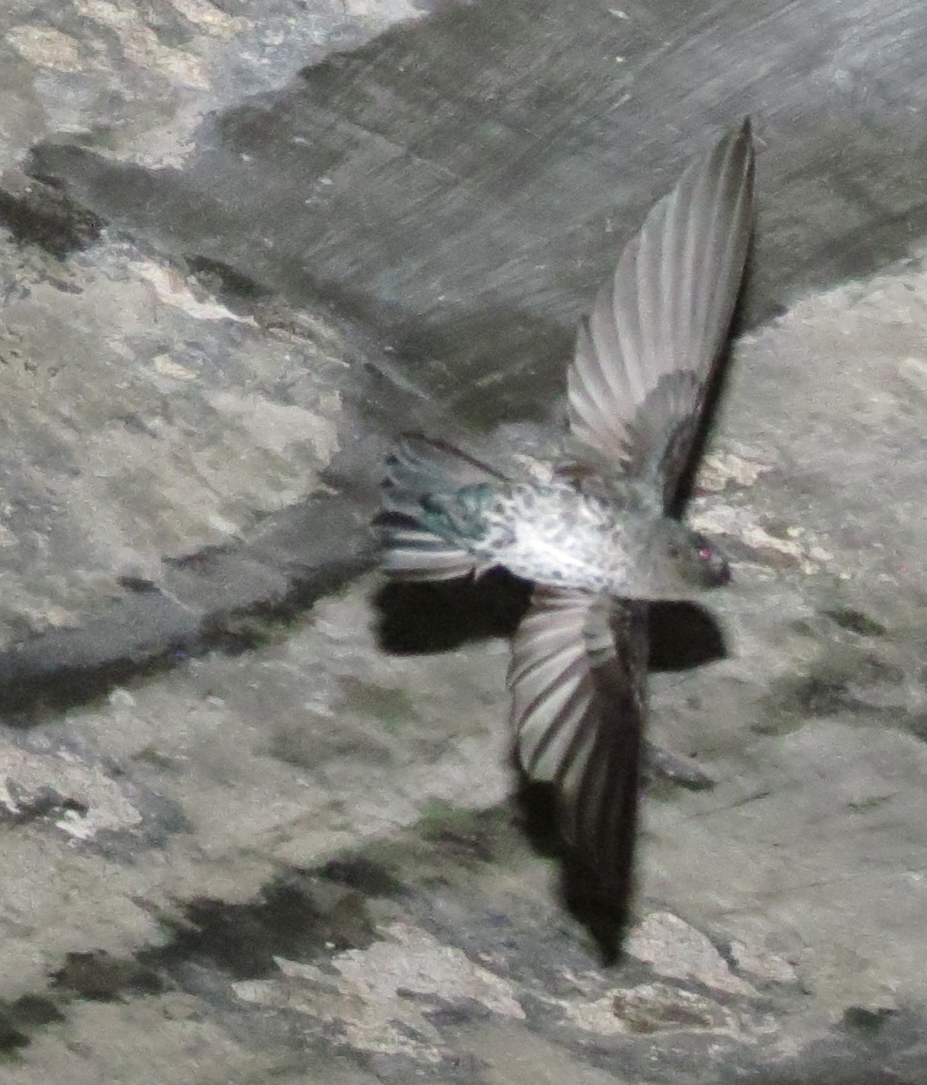
Оперенопала салангана

Довжина птаха становить 9-10 см. Спина і верхня сторона крил рівномірно темно-сино-зелені з легким відблиском. Горло і верхня частина грудей темно-сірі, пера на нижній частині грудей і бока мають сіруваті краї, на животі вони білі. Хвіст виїмчастий. Великий палець, направлений назад, покритий пір'ям, через що птах і отримав свою назву. Порівняно зі спорідненими видами, у оперенопалих саланган відсутні контрастна світла пляма на надхвісті і білі плями на внутрішніх опахалах стернових пер.

## Підвиди
Виділяють п'ять підвидів:
- C. a. affinis Beavan, 1867 — Андаманські і Нікобарські острови;
- C. a. elachyptera Oberholser, 1906 — острови Мьєй[en];
- C. a. vanderbilti Meyer de Schauensee & Ripley, 1940 — острів Ніас;
- C. a. oberholseri Stresemann, 1912 — острови Бату[en] і Ментавай;
- C. a. cyanoptila Oberholser, 1906 — Малайський півострів, Суматра і сусідні острови, рівнинні райони Калімантану і острови Натуна[en].

## Поширення і екологія
Оперенопалі салангани мешкають в М'янмі, Таїланді, Індонезії, Малайзії, Брунеї та на Андаманських і Нікобарських островах в Індії. Вони живуть переважно у вологих тропічних лісах, серед скель. Гніздяться в печерах. Живляться комахами, яких ловлять в польоті.